# Museu d'Arts Decoratives i Disseny de Letònia
El Museu d'Arts Decoratives i Disseny de Letònia (en letó: Dekoratīvi lietišķās mākslas muzejs) es troba instal·lat des de 1989 al local de l'antiga església de Sant Jordi, de Riga capital de Letònia.
Va ser inaugurat el 6 de juliol de 1989 a l'antiga església catòlica de Sant Jordi dels Germans Livonians de l'Espasa. L'any 2000 va rebre el nomenament de museu estatal i, per tant, independent de l'Associació de Museus d'Art de Letònia a la qual havia estat associat des de la seva inauguració. Des de l'any 2010 forma part del Museu d'Art Nacional de Letònia.
La col·lecció permanent del museu es presenta a les segona i tercera plantes de l'edifici i consta de set apartats:
- art tèxtil
- ceràmica i porcellana
- art del metall
- art en cuir
- fusta decorativa
- art en vidre
- disseny.

El museu efectua exposicions temporals nacionals i internacionals durant tot l'any, així com diversos tallers relacionats amb les arts decoratives.